# Notosuchia
Notosuchia je podřád krokodýlovitých plazů, žijících od spodní po svrchní křídu v Jižní Americe, Africe, a Asii. Tito plazi žili na rozdíl od dnešních krokodýlů přednostně na souši. Převážnou většinu těchto suchozemských dravců známe z území někdejší Gondwany, konkrétněji pak dnešní Jižní Ameriky. Extrémně početní byli v ekosystémech souvrství Adamantina na území současné Brazílie, odkud je známá zhruba čtvrtina všech dosud popsaných druhů.

## Objev a popis

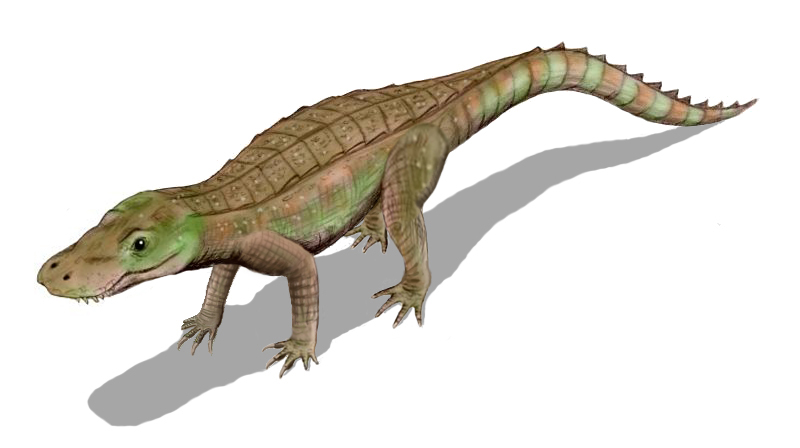
Anatosuchus

Podřád Notosuchia pojmenovala argentinská paleontoložka Zulma Gaspariniová v roce 1971. Notosuchové byli poměrně malí, štíhlí, a měli relativně krátké hlavy. Někteří z nich byli býložraví (například rod Chimaerasuchus), jiní všežraví (Simosuchus) nebo i hyperkarnivorní (Baurusuchus).

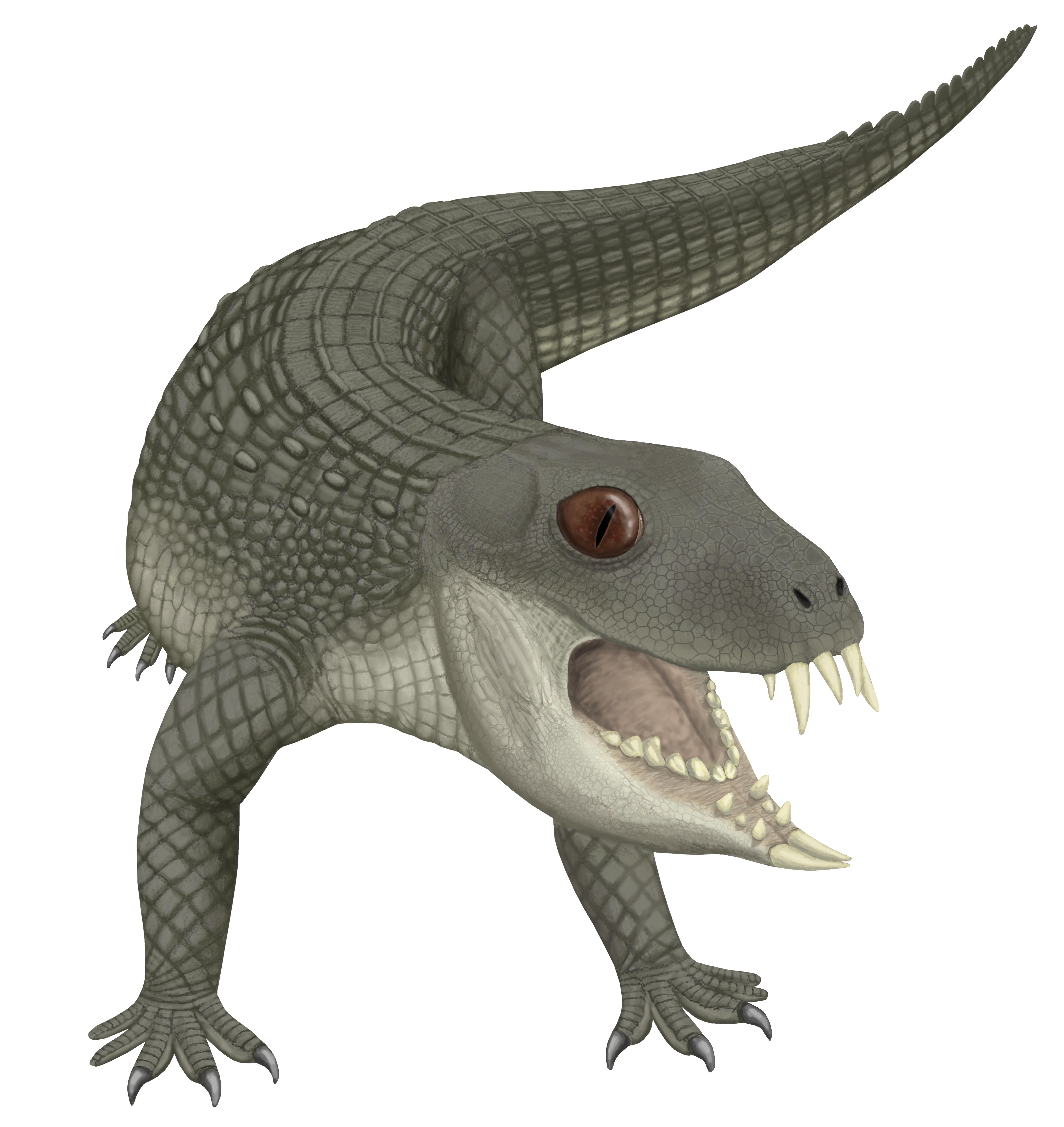
Yacarerani

Mnozí notosuchové byli různozubí (měli zuby různého tvaru a velikosti). Některé rody, jako byl taxon Yacarerani nebo Pakasuchus, měly zuby velice podobné savčím. Výzkumy také ukázaly, že notosuchové byli patrně ektotermní (teplota jejich těla byla proměnlivá a zčásti závislá na teplotě okolního prostředí). Přesto si tito krokodýlovití plazi vyvinuli adaptace pro aktivnější životní styl než mají například dnešní "studenokrevní" živočichové.

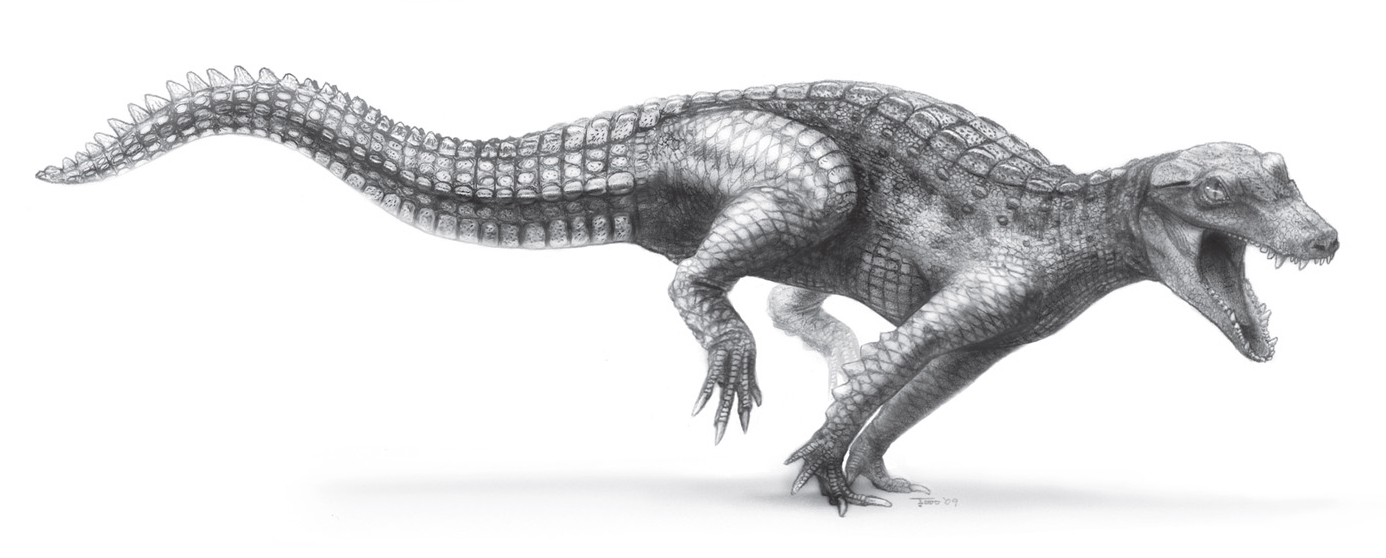
Araripesuchus

## Rody

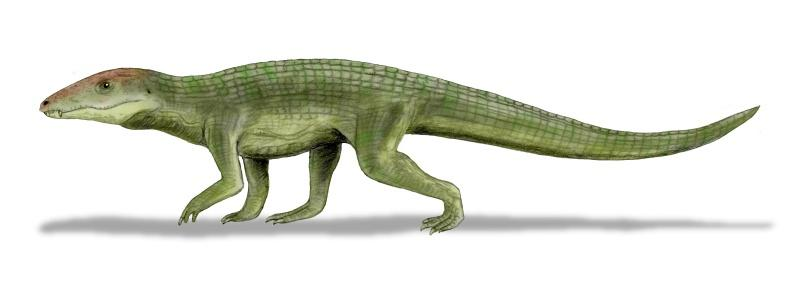
Uruguaysuchus - rekonstrukce přibližného vzezření.

- Adamantinasuchus
- Anatosuchus
- Antaeusuchus[8]
- Araripesuchus
- Armadillosuchus
- Baurusuchus
- Chimaerasuchus
- Comahuesuchus
- Malawisuchus
- Mariliasuchus
- Morrinhosuchus
- Notosuchus
- Pakasuchus
- Pissarachampsa
- Simosuchus
- Sphagesaurus
- Uruguaysuchus
- Wargosuchus
- Yacarerani